# Anthomastus phalloides
Anthomastus phalloides är en korallart som beskrevs av Benham 1928. Anthomastus phalloides ingår i släktet Anthomastus och familjen läderkoraller. Inga underarter finns listade i Catalogue of Life.